# Sikkimträdkrypare
Sikkimträdkrypare (Certhia discolor) är en asiatisk fågel i familjen trädkrypare inom ordningen tättingar.

## Kännetecken

### Utseende
Sikkimträdkryparen är en typisk, 14 cm lång trädkrypare med böjd näbb, mönstrad brun ovansida, vitaktig undersida och långa styva stjärtpennor som den använder för kunna balansera upprätt på trädstammar och grenar. Den skiljer sig från andra trädkrypare i sitt utbredningsområde genom beigebrunt på strupe och bröst, blekare på buk och flanker, samt obandad stjärt. Jämfört med nepalträdkryparen (C. nipalensis) är ögonbrynsstrecket mindre tydligt.
Arten är mycket lik den östigare manipurträdkryparen (C. manipurensis) och fram tills nyligen behandlades de som en och samma art (se nedan). Denna är dock mörkare kanelorange på strupe och bröst samt har avvikande sång.

### Läten
Sikkimträdkryparens sång är ett långt, monotont skallrande läte som varar i en till två sekunder, snabbare än manipurträdkryparens.

## Utbredning
Sikkimträdkryparen förekommer i östra Himalaya från Nepal österut till nordöstra Indien (österut till östra Arunachal Pradesh, även söder om Brahmaputrafloden i Nagaland och västra Manipur. Den ses även i södra Xizang i sydvästra Kina, i Chumbi- och Tsangpodalarna, liksom sällsynt i östra Uttarakhand i Indien.

## Systematik
Tidigare betraktades manipurträdkrypare (C. manipurensis) och sikkimträdkrypare utgöra samma art, då under det svenska trivialnamnet brunstrupig trädkrypare. De urskiljs dock numera allmänt som egna arter på basis av framför allt lätesmässiga och genetiska skillnader, men även mindre skillnader i utseende. Fågeln behandlas som monotypisk, det vill säga att den inte delas in i några underarter. 

## Levnadssätt
Sikkimträdkryparen förekommer i gamla lövskogar, både lövfällande och städsegröna, framför allt med inslag av mossiga ekar. Den ses på mellan 1600 och 2750 meters höjd. Födan består av insekter och spindlar som den födosöker efter på trädstammar på typiskt trädkryparmanér genom att krypa uppför och runt stammen i en spiral för att sedan flyga till foten på nästa träd och börja om. Häckningsbiologin är mycket dåligt känd, men den tros häcka mellan mars och maj i Himalaya. Arten är huvudsakligen stannfågel, men kan röra sig i höjdled och även sprida sig något vintertid.

## Status och hot
Arten har ett stort utbredningsområde och en stor population, men tros minska i antal till följd av habitatförstörelse och fragmentering, dock inte tillräckligt kraftigt för att den ska betraktas som hotad. Internationella naturvårdsunionen IUCN kategoriserar därför arten som livskraftig (LC). Världspopulationen har inte uppskattats men den beskrivs som ganska vanlig i rätt miljö i Himalaya men ovanlig i Nepal.

## Namn
Sikkim är en delstat och före detta kungarike i norra Indien, på gränsen till Nepal, Tibet och Bhutan.